# البحيرة (القبيطة)

تعديل مصدري - تعديل

البحيرة هي إحدى قرى عزلة القبيطة بمديرية القبيطة التابعة لمحافظة لحج، بلغ تعداد سكانها 290 نسمة حسب تعداد اليمن لعام 2004.